# Denton Cooley
Denton Arthur Cooley (22 de agosto de 1920 – 18 de novembro de 2016) foi um cirurgião cardiotorácico americano famoso por realizar a primeira implantação de um coração artificial total. Cooley também foi o fundador e cirurgião-chefe do Instituto do Coração do Texas, chefe de Cirurgia Cardiovascular no hospital parceiro Baylor St. Luke's Medical Center, consultor em Cirurgia Cardiovascular no Hospital Infantil do Texas e professor clínico de Cirurgia na Escola de Medicina McGovern do Centro de Ciências da Saúde da Universidade do Texas em Houston.

## Escola e início de carreira
Cooley nasceu em 22 de agosto de 1920, em Houston, e se formou em 1941 pela University of Texas at Austin (UT), onde foi membro da fraternidade Kappa Sigma e do grupo Texas Cowboys, jogou no time de basquete dos Texas Longhorns e se graduou em zoologia. Ele se interessou por cirurgia em várias aulas pré-medicina durante a faculdade e começou seus estudos médicos na Universidade do Texas Medical Branch em Galveston. Concluiu seu diploma em Medicina e sua formação cirúrgica na Escola de Medicina Johns Hopkins, em Baltimore, Maryland, onde também concluiu seu internato. Em Johns Hopkins, trabalhou com o Dr. Alfred Blalock e auxiliou no primeiro procedimento “Blue Baby” para corrigir um defeito cardíaco congênito em um bebê. Ele tinha ascendência irlandesa.
Em 1946, Cooley foi convocado pelo Corpo Médico do Exército e atuou como chefe de serviços cirúrgicos no hospital de campanha em Linz, Áustria. Ele deu baixa em 1948 com a patente de capitão e retornou para concluir sua residência em Johns Hopkins, onde permaneceu como instrutor de cirurgia. Em 1950, foi para Londres trabalhar com Russell Brock no Royal Brompton Hospital.

## Principais feitos na carreira
Na década de 1950, Cooley retornou a Houston para se tornar professor associado de cirurgia no Baylor College of Medicine e trabalhar na instituição afiliada, o Hospital Methodist. Cooley começou a colaborar com o cirurgião cardíaco, cientista e educador médico americano Michael E. DeBakey. Nesse período, ele trabalhou em um novo método de remoção de aneurismas da aorta, áreas dilatadas que podem se formar na parede dessa artéria.
Em 1960, Cooley transferiu sua prática para o St. Luke's Episcopal Hospital, ao mesmo tempo em que continuava a lecionar em Baylor. Em 1962, fundou o Instituto do Coração do Texas com recursos privados e, após um desentendimento com DeBakey, renunciou ao cargo em Baylor em 1969.
Sua habilidade como cirurgião foi demonstrada ao realizar com sucesso diversas cirurgias cardíacas sem transfusão em pacientes Testemunhas de Jeová a partir do início da década de 1960.
Ele e seus colegas trabalharam para desenvolver novas válvulas cardíacas artificiais de 1962 a 1967. Nesse período, a taxa de mortalidade em transplantes de válvulas caiu de 70% para 8%. Em 1969, ele se tornou o primeiro cirurgião cardíaco a implantar um coração artificial desenvolvido por Domingo Liotta em um homem, Haskell Karp, que sobreviveu por 65 horas. No ano seguinte, em 1970, “ele realizou a primeira implantação de um coração artificial em um humano quando não havia imediatamente disponível um coração para transplante.”

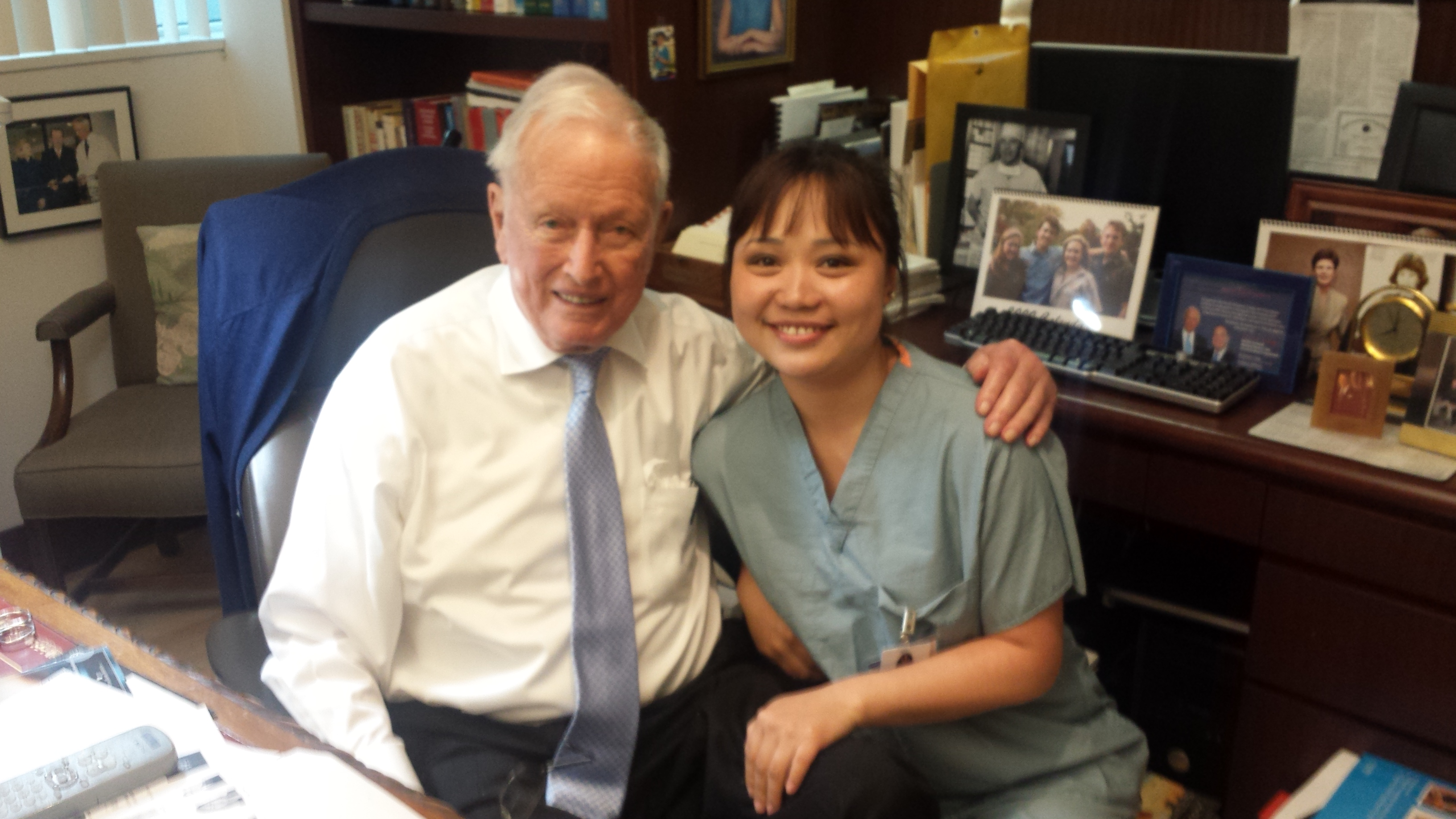
Cooley com um estudante de Medicina em março de 2015

Em 13 de março de 1972, foi fundada a Sociedade de Cirurgia Cardiovascular Denton A. Cooley (Denton A. Cooley Cardiovascular Surgical Society), no Instituto do Coração do Texas, pelos Residentes e Bolsistas de Cooley, para homenageá-lo. O presidente fundador, Philip S. Chua, idealizou essa sociedade exclusiva para promover a camaradagem acadêmica, profissional e pessoal entre cirurgiões cardíacos nos Estados Unidos e em todo o mundo, por meio de seminários e simpósios científicos. Hoje, mais de 900 cirurgiões cardíacos de mais de 50 países são membros da Denton A. Cooley Cardiovascular Surgical Society. No filme da HBO Something the Lord Made, Cooley foi interpretado por Timothy J. Scanlin, Jr.
Durante a eleição presidencial de 2000 nos Estados Unidos, Cooley foi convidado pelo então candidato George W. Bush a analisar os registros médicos do candidato a vice-presidente Dick Cheney, especialmente quanto ao estado de sua condição cardíaca crônica.

## Vida pessoal
Entre os interesses de Cooley estava o basquete, que ele praticou no ensino médio e por três anos como jogador do time masculino de basquete da UT (1939–1941), além de golfe, pelo qual se interessou na juventude e jogou por 68 anos. O centro de treinamento e prática dos times masculino e feminino de basquete da UT, o Denton A. Cooley Pavilion, inaugurado em 2003, foi nomeado em sua homenagem. Entre outros passatempos, Cooley tocou contrabaixo em uma banda de swing chamada The Heartbeats de 1965 até o início da década de 1970.
Cooley teria respondido afirmativamente quando um advogado, durante um julgamento, perguntou se ele se considerava o melhor cirurgião cardíaco do mundo. “Você não acha isso um tanto imodesto?”, retrucou o advogado. “Talvez”, respondeu Cooley. “Mas lembre-se de que estou sob juramento.”
Cooley pediu falência em 1988, devido a dívidas no ramo imobiliário durante uma queda do mercado.
Cooley e o cirurgião cardíaco Michael E. DeBakey tiveram uma rivalidade profissional que durou mais de 40 anos; eles se reconciliaram publicamente em 2007, quando DeBakey tinha 99 anos e Cooley 87. Cooley morreu em 18 de novembro de 2016, aos 96 anos.

## Honrarias e prêmios
- Recebeu o Golden Plate Award da American Academy of Achievement em 1968.[26]
- Recebeu o Theodore Roosevelt Award em 1980.[27]
- Recebeu a Medalha Presidencial da Liberdade do presidente Ronald Reagan em 1984, a mais alta honraria civil dos EUA[28]
- Recebeu, em 1967, o René Leriche Prize, a mais alta distinção da International Surgical Society[29]
- Recebeu a Medalha Nacional de Tecnologia do presidente Bill Clinton em 1998[30]
- Recebeu o Grand Hamdan International Award - Cardiovascular Medicine and Surgery pela Hamdan Medical Award em 2000.[31]
- Foi membro da Academia de Ciências e Artes da Sérvia no Departamento de Ciências Médicas.